# Piotrków Poduchowny
Piotrków Poduchowny – część miasta Piotrkowa Kujawskiego w Polsce, w województwie kujawsko-pomorskim, w powiecie radziejowskim. Rozpościera się w okolicy ulicy Włocławskiej, we wschodniej części miasta, w kierunku na Palczewo.

## Historia
Wola Piotrków Poduchowny to dawna wieś, należąca w latach 1867–1871 do powiatu radziejowskiego (do 1871), nieszawskiego (1871–1948) i aleksandrowskiego (od 1948). W Królestwie Polskim przynależała do guberni warszawskiej, a w okresie międzywojennym do woj. warszawskiego. Tam, 20 października 1933 utworzyła gromadę Piotrków Poduchowny w granicach gminy Piotrków Kujawski. W związku z reformą administracyjną z 1938, powiat nieszawski przeniesiono do województwa pomorskiego (w 1950 przemianowanego na bydgoskie).
Podczas II wojny światowej włączona do III Rzeszy. Po wojnie ponownie w Polsce. W związku z reorganizacją administracji wiejskiej (zniesienie gmin) jesienią Piotrków Poduchowny wszedł w skład nowo utworzonej gromady Piotrków Kujawski w powiecie aleksandrowskim, która 1 stycznia 1956 weszła w skład reaktywowanego powiatu radziejowskiego w tymże województwie. Tam przetrwała do końca 1972 roku, czyli do kolejnej reformy gminnej.
1 stycznia 1973, w związku z kolejną reformą administracyjną (odtworzenie gmin i zniesienie gromad i osiedli) Piotrków Poduchowny wszedł w skład nowo utworzonej gminy Piotrków Kujawski. 
Od 1 czerwca 1975 miejscowość administracyjnie należała do województwa włocławskiego.
1 stycznia 1998 Piotrków Poduchowny włączono do Piotrkowa Kujawskiego, w związku z odzyskaniem przez niego statusu miasta.